# Khawzawl
Khawzawl es un pueblo  situado en el distrito de Champhai, en el estado de Mizoram (India). Su población es de 11.022 habitantes (2011). 

## Demografía
Según el censo de 2011, la población total de Khawzawl era de 11.022 habitantes, de los cuales 5.616 (50,95%) eran hombres y 5.406 (49,05%) mujeres.
La tasa media de alfabetización Khawzawl es del 96,64%, una cifra superior a la media estatal. Del 91,33%: la alfabetización masculina es del 97,39%, y la alfabetización femenina del 95,86%.